# Джазмін-Естейтс (Флорида)
Джазмін-Естейтс (англ. Jasmine Estates) — переписна місцевість (CDP) в США, в окрузі Паско штату Флорида. Населення — 21 525 осіб (2020).

## Географія
Джазмін-Естейтс розташований за координатами 28°17′46″ пн. ш. 82°41′21″ зх. д. / 28.29611° пн. ш. 82.68917° зх. д. (28.296095, -82.689171).  За даними Бюро перепису населення США в 2010 році переписна місцевість мала площу 9,33 км², з яких 9,19 км² — суходіл та 0,13 км² — водойми.

## Демографія
Згідно з переписом 2010 року, у переписній місцевості мешкало 18 989 осіб у 7799 домогосподарствах у складі 4952 родин. Густота населення становила 2036 осіб/км².  Було 9335 помешкань (1001/км²).
Расовий склад населення:
| - 88,3 % — білих - 3,5 % — чорних або афроамериканців - 1,2 % — азіатів - 0,5 % — корінних американців - 3,8 % — осіб інших рас |

До двох чи більше рас належало 2,7 %. Частка іспаномовних становила 14,2 % від усіх жителів.
За віковим діапазоном населення розподілялося таким чином: 23,3 % — особи молодші 18 років, 58,6 % — особи у віці 18—64 років, 18,1 % — особи у віці 65 років та старші. Медіана віку мешканця становила 39,5 року. На 100 осіб жіночої статі у переписній місцевості припадало 90,5 чоловіків;  на 100 жінок у віці від 18 років та старших — 87,3 чоловіків також старших 18 років.
Середній дохід на одне домашнє господарство  становив 41 482 долари США (медіана — 32 616), а середній дохід на одну сім'ю — 42 923 долари (медіана — 36 011). Медіана доходів становила 30 531 долар для чоловіків та 26 598 доларів для жінок. За межею бідності перебувало 24,5 % осіб, у тому числі 30,9 % дітей у віці до 18 років та 18,1 % осіб у віці 65 років та старших.
Цивільне працевлаштоване населення становило 7359 осіб. Основні галузі зайнятості: освіта, охорона здоров'я та соціальна допомога — 25,0 %, роздрібна торгівля — 17,4 %, мистецтво, розваги та відпочинок — 13,2 %, будівництво — 10,5 %.